# Platylister cathayi
Platylister cathayi är en skalbaggsart som beskrevs av Lewis 1900. Platylister cathayi ingår i släktet Platylister och familjen stumpbaggar. Inga underarter finns listade i Catalogue of Life.